# Gain (cantora)
Son Ga-in (nascida em 20 de setembro de 1987), mais conhecida mononicamente como Gain é uma cantora e dançarina sul-coreana. Ela é mais conhecida como membro do girl group sul-coreano, Brown Eyed Girls. Em 2009, ela participou do We Got Married', ao lado de Jo Kwon, integrante do boy group 2AM. Participou também em 2014 do filme sul-coreano ''As Três Beldades de Joseon''(The Huntresses)

## Biografia

### Carreira musical
Ela começou sua carreira como membro do grupo Brown Eyed Girls em 2 de março de 2006. Gain ocupava as posições de Dançarina Principal, Vocalista Líder, Visual, Rosto do grupo, e Maknae. Ela é a mais popular do grupo e a mais nova.